# Boxing Day-i teszt
A Boxing Day-i teszt egy nagy presztízsű, 5 nap hosszúságúra tervezett krikettmérkőzés, amelyet a melbourne-i krikettstadionban rendeznek meg minden évben, december 26-i kezdőnappal (ezt a napot angol nyelvterületen, így Ausztráliában is Boxing Daynek nevezik és a karácsonyi ajándékozással kapcsolatos). A mérkőzés egyik résztvevője minden alkalommal a házigazda ausztrál válogatott, az ellenfél évről évre más lehet.
A mérkőzés legjobbjának választott játékos 2020 óta a Mullagh-érem nevű díjat kapja meg. Ez a díj egy 19. századi híres krikettjátékos, az ausztráliai bennszülött származású Johnny Mullagh nevét viseli.

## A mérkőzések listája
Az első ilyen tesztmérkőzést 1950-ben játszották, majd ezután 1975-ig csak néhány alkalommal rendezték meg. 1980-tól minden évben megtartják, igaz, néha előfordult, hogy a december 26-i nap nem pont a kezdőnap, hanem egyszerűen az öt játéknap valamelyike volt.
Eddig a következő Boxing Day-i mérkőzésekre került sor:
| Év   | Ausztrália ellenfele    | Eredmény                                          | Megjegyzés                                   |
| ---- | ----------------------- | ------------------------------------------------- | -------------------------------------------- |
| 1950 | Anglia                  | Ausztrália nyert 28 futással                      | Nem pont 26-án kezdődött                     |
| 1952 | Dél-afrikai Köztársaság | Dél-Afrika nyert 82 futással                      | Nem pont 26-án kezdődött                     |
| 1968 | Karib-térség            | Ausztrália nyert egy játékrésszel és 30 futással  |                                              |
| 1974 | Anglia                  | Döntetlen                                         |                                              |
| 1975 | Karib-térség            | Ausztrália nyert 8 kapuval                        |                                              |
| 1980 | Új-Zéland               | Döntetlen                                         |                                              |
| 1981 | Karib-térség            | Ausztrália nyert 58 futással                      |                                              |
| 1982 | Anglia                  | Anglia nyert 3 futással                           |                                              |
| 1983 | Pakisztán               | Döntetlen                                         |                                              |
| 1984 | Karib-térség            | Döntetlen                                         | Nem pont 26-án kezdődött                     |
| 1985 | India                   | Döntetlen                                         |                                              |
| 1986 | Anglia                  | Anglia nyert egy játékrésszel és 14 futással      |                                              |
| 1987 | Új-Zéland               | Döntetlen                                         |                                              |
| 1988 | Karib-térség            | A Karib-térség nyert 285 futással                 | Nem pont 26-án kezdődött                     |
| 1989 | Srí Lanka               | Ausztrália nyert 30 futással                      | Nem tesztmérkőzés volt, hanem egynapos (ENN) |
| 1990 | Anglia                  | Ausztrália nyert 8 kapuval                        |                                              |
| 1991 | India                   | Ausztrália nyert 8 kapuval                        |                                              |
| 1992 | Karib-térség            | Ausztrália nyert 139 futással                     |                                              |
| 1993 | Dél-afrikai Köztársaság | Döntetlen                                         |                                              |
| 1994 | Anglia                  | Ausztrália nyert 295 futással                     | Nem pont 26-án kezdődött                     |
| 1995 | Srí Lanka               | Ausztrália nyert 10 kapuval                       |                                              |
| 1996 | Karib-térség            | A Karib-térség nyert 6 kapuval                    |                                              |
| 1997 | Dél-afrikai Köztársaság | Döntetlen                                         |                                              |
| 1998 | Anglia                  | Anglia nyert 12 futással                          |                                              |
| 1999 | India                   | Ausztrália nyert 180 futással                     |                                              |
| 2000 | Karib-térség            | Ausztrália nyert 352 futással                     |                                              |
| 2001 | Dél-afrikai Köztársaság | Ausztrália nyert 9 kapuval                        |                                              |
| 2002 | Anglia                  | Ausztrália nyert 5 kapuval                        |                                              |
| 2003 | India                   | Ausztrália nyert 9 kapuval                        |                                              |
| 2004 | Pakisztán               | Ausztrália nyert 9 kapuval                        |                                              |
| 2005 | Dél-afrikai Köztársaság | Ausztrália nyert 184 futással                     |                                              |
| 2006 | Anglia                  | Ausztrália nyert egy játékrésszel és 99 futással  |                                              |
| 2007 | India                   | Ausztrália nyert 337 futással                     |                                              |
| 2008 | Dél-afrikai Köztársaság | Dél-Afrika nyert 9 kapuval                        |                                              |
| 2009 | Pakisztán               | Ausztrália nyert 170 futással                     |                                              |
| 2010 | Anglia                  | Anglia nyert egy játékrésszel és 157 futással     |                                              |
| 2011 | India                   | Ausztrália nyert 122 futással                     |                                              |
| 2012 | Srí Lanka               | Ausztrália nyert egy játékrésszel és 201 futással |                                              |
| 2013 | Anglia                  | Ausztrália nyert 8 kapuval                        |                                              |
| 2014 | India                   | Döntetlen                                         |                                              |
| 2015 | Karib-térség            | Ausztrália nyert 177 futással                     |                                              |
| 2016 | Pakisztán               | Ausztrália nyert egy játékrésszel és 18 futással  |                                              |
| 2017 | Anglia                  | Döntetlen                                         |                                              |
| 2018 | India                   | India nyert 137 futással                          |                                              |
| 2019 | Új-Zéland               | Ausztrália nyert 247 futással                     |                                              |
| 2020 | India                   | India nyert 8 kapuval                             |                                              |
| 2021 | Anglia                  | Ausztrália nyert egy játékrésszel és 14 futással  |                                              |
| 2022 | Dél-afrikai Köztársaság | Ausztrália nyert egy játékrésszel és 182 futással |                                              |
| 2023 | Pakisztán               | Ausztrália nyert 79 futással                      |                                              |
| 2024 | India                   | Ausztrália nyert 184 futással                     |                                              |